# 洛克菲勒大學
洛克菲勒大學（英語：Rockefeller University）是美國一所私立大學，主要專注於生物醫學領域的研究，位於紐約曼哈頓。

## 历史

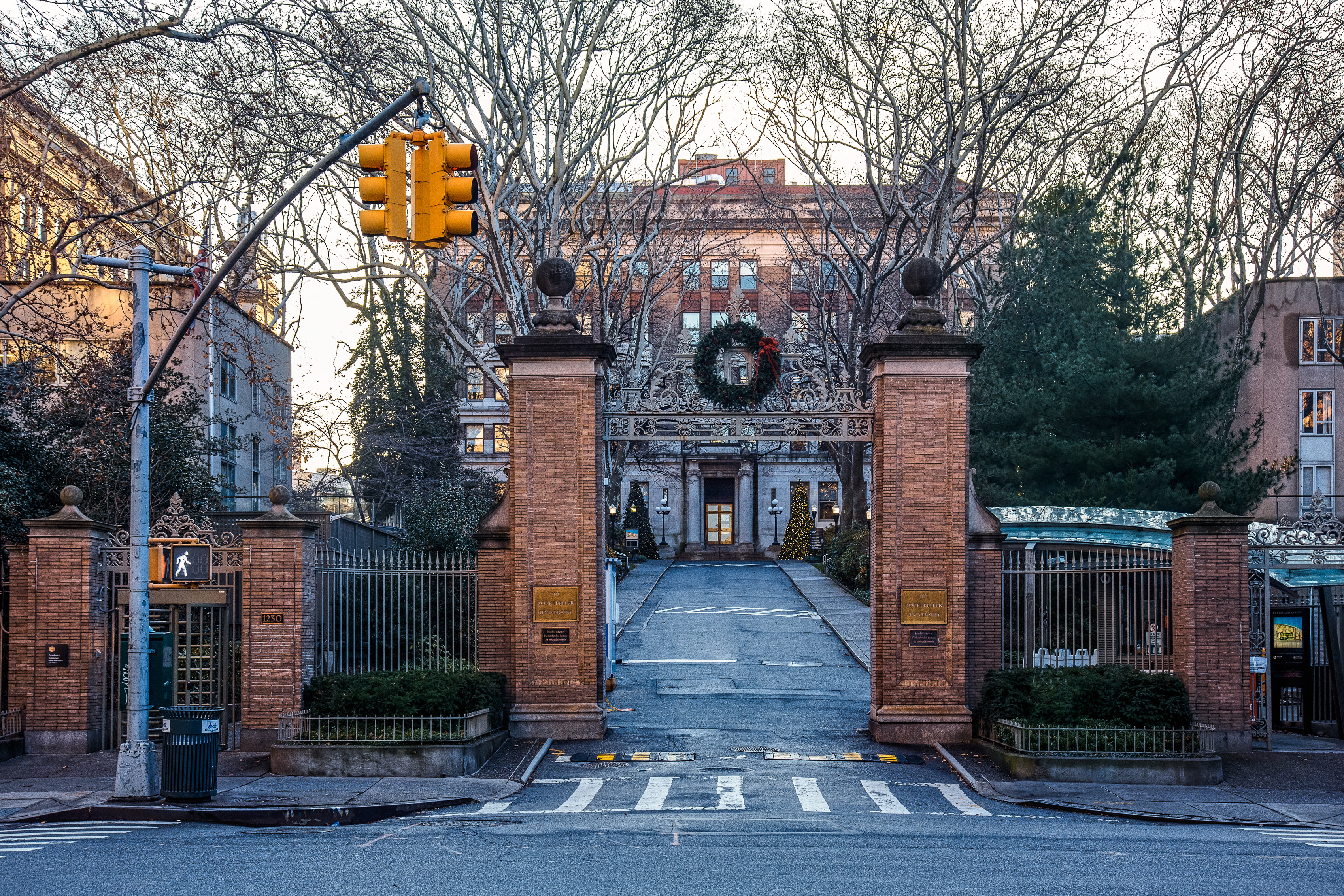
校门

前身為洛克菲勒醫學研究所（Rockefeller Institute for Medical Research），於1901年由石油巨人约翰·D·洛克菲勒創立，1965年改為現名。
許多生物医学領域的重大突破皆是在該校誕生。如確認DNA為遺傳現象的基礎，發現血型，發現病毒導致癌症的情況，並開發了現代細胞生物學。截止2020年10月，洛克菲勒大学的校友、教授及研究人员中，共产生了38位諾貝爾獎得主。

## 学术
它自1955年开始接受研究生，现在学生数量维持在250人左右，主攻生物医学、化学、生物物理学。学校架构以实验室而非正常的学院制为基础。

## 諾貝爾獎得主
- 亚历克西·卡雷尔（1912年）
- 卡尔·兰德施泰纳（1930年）
- 赫伯特·斯潘塞·加塞（1944年）
- 温德尔·梅雷迪思·斯坦利（1946年）
- 约翰·霍华德·诺思罗普（1946年）
- 弗里茨·阿尔贝特·李普曼（1953年）
- 爱德华·劳里·塔特姆（1958年）
- 乔舒亚·莱德伯格（1958年）
- 裴頓·勞斯（1966年）
- 霍爾登·凱弗·哈特蘭（1967年）
- 傑拉爾德·埃德爾曼（1972年）
- 威廉·霍华德·斯坦（1972年）
- 斯坦福·摩尔（1972年）
- 喬治·埃米爾·帕拉德（1974年）
- 克里斯汀·德·迪夫（1974年）
- 阿爾伯特·克勞德（1974年）
- 戴维·巴尔的摩（1975年）
- 托斯坦·维厄瑟尔（1981年）
- 罗伯特·布鲁斯·梅里菲尔德（1984年）
- 古特·布洛伯爾（1999年）
- 保罗·格林加德（2000年）
- 保罗·纳斯（2001年）
- 罗德里克·麦金农（2003年）
- 拉尔夫·斯坦曼（2011年）
- 大隅良典（2016年）
- 迈克尔·扬（2017年）
- 查爾斯·M·賴斯（2020年）

## 又见
- 加州大学旧金山分校
- 芝加哥大学

## 延伸閱讀
- Chernow, Ron. Titan: The Life of John D. Rockefeller, Sr., London: Warner Books, 1998.
- Hanson, Elizabeth. The Rockefeller University Achievements: A Century of Science for the Benefit of Humankind, 1901-2001. New York: The Rockefeller University Press, 2000.
- Rockefeller, David. Memoirs, New York: Random House, 2002.

## 外部連結
- Rockefeller University （页面存档备份，存于）
- Rockefeller University Newswire （页面存档备份，存于）
- Rockefeller University Hospital （页面存档备份，存于）
- Natural Selections （页面存档备份，存于） (an unofficial Rockefeller University newsletter)